# Villabate
Villabate là một thành phố và cộng đồng (comune) thủ phủ tỉnh Palermo trong vùng Sicilia miền nam nước Ý.
Đô thị Villabate có diện tích ki lô mét vuông, dân số thời điểm năm 31 tháng 5 năm 2005 là 19.441 người.
Đô thị Villabate có các đơn vị dân cư (frazioni) sau:
Các đô thị giáp ranh: 